# Neuritis óptica
La neuritis óptica o neuritis retrobulbar es la inflamación del nervio óptico que puede originar una pérdida de visión parcial o completa repentina, aunque en muchas ocasiones la capacidad visual se recupera.

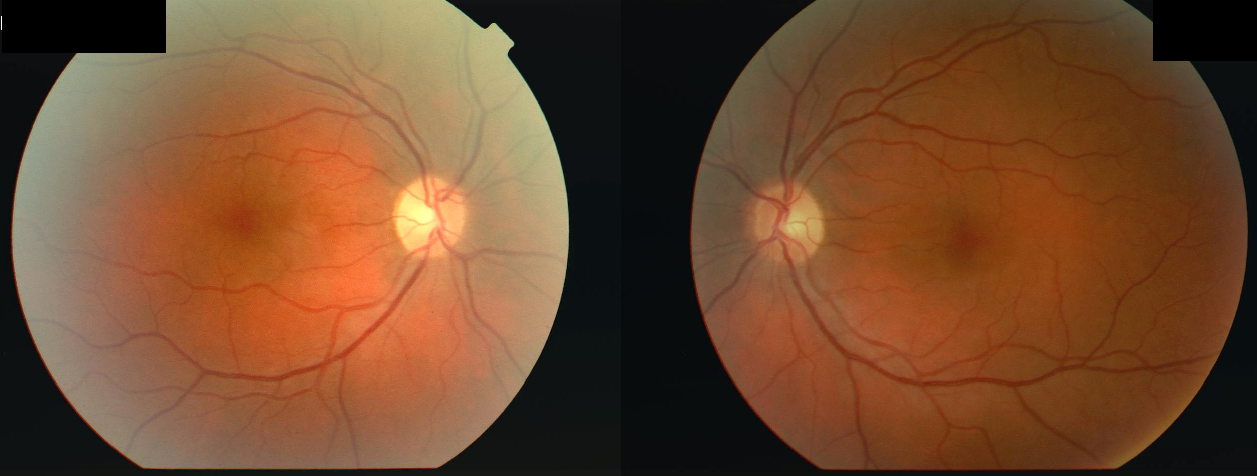
Neuritis óptica en una mujer de 34 años.

## Síntomas
Los síntomas más habituales consisten en la pérdida brusca de visión que se puede manifestar en el transcurso de pocas horas. También es frecuente la pérdida de la capacidad de distinguir los colores y dolor al realizar movimientos del ojo.

## Causas
Existen muchas causas que pueden originar neuritis óptica. Algunas de las más frecuentes son la pérdida de la mielina que recubre el nervio, las llamadas enfermedades desmielinizantes, como la esclerosis múltiple. También numerosos procesos que cursan con fenómenos de autoinmunidad, como el lupus eritematoso sistémico, e infecciones víricas, como la sífilis, tuberculosis y encefalitis. Tras una infección por virus aparentemente sin importancia que puede haber ocurrido años antes, es posible contraer una neuritis óptica por un fenómeno de autoinmunidad. En muchas ocasiones se produce por intoxicación con sustancias, como el metanol, empleado para adulterar bebidas alcohólicas. A veces no se encuentra ninguna causa aparente, por lo que se conoce como neuritis óptica idiopática.

## Epidemiología
La neuritis óptica afecta predominantemente a adultos jóvenes entre 18 y 45 años, con una media de edad de alrededor de 35 años. Es más frecuente en mujeres. La incidencia (número de casos nuevos) es de alrededor de 5 por 100.000 habitantes y año.

## Signos y exámenes
Para el diagnóstico pueden ser necesarios diferentes procedimientos, como una valoración oftalmológica completa, con examen de la agudeza visual y la capacidad de visión de colores. También se realizan una observación del fondo de ojo mediante oftalmoscopia y estudios como la resonancia magnética cerebral.

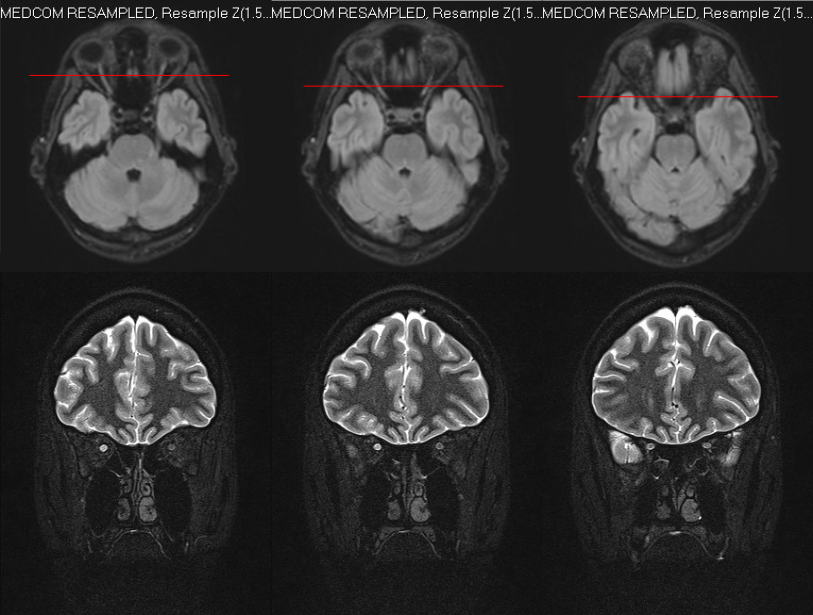
Resonancia magnética de nervio óptico en una mujer de 34 anños con neuritis óptica

## Tratamiento
El tratamiento de la neuritis óptica es muy variable dependiendo de la causa que la origine, por lo que no puede establecerse una pauta general. En ocasiones se emplean corticosteroides administrados por vía intravenosa, pero pueden causar efectos secundarios. Por lo tanto, es necesario evaluar las posibilidades de tratamiento para aconsejar la pauta más recomendable en cada caso concreto.

## Expectativas (pronóstico)
Los pacientes que padecen una neuritis óptica idiopática tienen una buena posibilidad de recuperación. La visión suele retornar a la normalidad al cabo de 2 a 3 semanas. Sin embargo, si la neuritis óptica está ocasionada por esclerosis múltiple u otras enfermedades autoinmunitarias, como el lupus eritematoso sistémico, el pronóstico es menos favorable.

## Complicaciones
- Pérdida de visión.
- Efectos secundarios por el uso de corticosteroides.
- En muchos pacientes la neuritis óptica es la primera manifestación de una esclerosis múltiple.